# Holger Munk Andersen
Holger Christian Munk-Andersen f. Andersen (21. marts 1924 i Holbæk – 2. september 2005) var en dansk skuespiller og kunstmaler.
Munk blev uddannet på Det Kongelige Teaters elevskole i 1950 og blev efterfølgende ansat ved Aarhus Teater. I 1950'erne optrådte han i Riddersalen. Han var freelancer i en periode, indtil han i 1960 blev tilknyttet Aalborg Teater. Fra 1966 var han på Nørrebros Teater, Gladsaxe Teater, Betty Nansen Teatret og Folketeatret, indtil han i 1972 blev leder af Hvidovre Teater. I 1984 etablerede han sit eget turnéteater, Motivteatret, som dog kun klarede tre sæsoner. I 1990'erne havde han flere roller på Aarhus Teater og siden på Det Kongelige Tater. På tv har han medvirket i serier som TAXA og Hvide løgne. Udover skuespillet var han siden 1950'erne en aktiv kunstmaler, og hans værker har været udstillet på flere museer såvel herhjemme som i udlandet.

## Filmografi
- Vi er allesammen tossede (1959)
- Dyrlægens plejebørn (1968)
- Nitten røde roser (1974)
- Per (1975)
- Blind makker (1976)
- De uanstændige (1983)
- Drengen der forsvandt (1984)
- Mord i Paradis (1988)
- Krummerne 2 - Stakkels Krumme (1992)
- Det forsømte forår (1993)

### Tv-serier
- Smuglerne (1970)
- En by i provinsen (1977-1980)
- Matador (1978-1981)
- Bryggeren (1996-1997)
- TAXA (1997-1999)
- Hvide løgne (1998-2001)
- Jul på Kronborg (2000)